# 小鍛冶邦隆
小鍛冶 邦隆（こかじ くにたか、1955年3月18日 - ）は、日本の現代音楽の作曲家。指揮者。東京芸術大学名誉教授。

## 略歴
三重県出身。1977年、東京芸術大学音楽学部作曲科卒業。永冨正之、松村禎三らに師事。同大学院作曲科中退。パリ国立高等音楽院作曲科でオリヴィエ・メシアン他、およびウィーン国立音楽大学指揮科でオトマール・スウィトナーに学ぶ。パリとウィーンでコレペティトア（オペラ・コーチ）、オペラ指揮を学ぶとともにシエナ、ローマでフランコ・フェラーラに師事、またイーゴリ・マルケヴィチ、マニュエル・ロザンタル等に指導を受ける。
クセナキス国際作曲コンクール（パリ）第1位、入野賞、文化庁舞台芸術創作奨励賞、別宮作曲新人賞、国際現代音楽協会(ISCM)「世界音楽の日々」他に入選。
東京現代音楽アンサンブルCOmeTのディレクター・指揮者として第3回佐治敬三賞（室内オーケストラの領域Ⅲ）受賞。
明治学院大学文学部非常勤講師等を経て、東京芸術大学作曲科教授、慶応義塾大学文学部非常勤講師。

## 著書
- 『作曲の技法　バッハからヴェーベルンまで』音楽之友社（2007年）
- 『作曲の思想　音楽・知のメモリア』アルテスパブリッシング（2010年）

### 共著
- 『バッハインヴェンション 分析と演奏の手引き』分析 中井正子演奏の手引き ショパン 2005
- 『バッハシンフォニア 分析と演奏の手引き』分析 中井正子 演奏の手引き ショパン 2005
- 『バッハ様式によるコラール技法 課題集と60の範例付き』林達也,山口博史共著 音楽之友社 2013

翻訳
- ルイージ・ケルビーニ『ケルビーニ　対位法とフーガ講座』アルテスパブリッシング（2013年）